# マレーシア華語
マレーシア華語（マレーシアかご、中: 馬來西亞華語、拼音: Mǎláixīyà Huáyǔ, マレシヤファーユィ、英: Malaysian Mandarin）とは、マレーシアの中華系（漢族系）住民によって使用される中国語（北京語・北京官話）の一種。 現代マレーシアの中華系コミュニティにおける主要言語となっている。

## 概要
19世紀にマレーシアに移住した清朝からの移民は閩南語や広東語や客家語などを話し共通の言語を持っておらず、またほとんどが教育を受けていない農民であった。
彼らは個々の言語ごとの集団を形成し、親戚や同じ言語を話す人々と共同生活を送っていた。1879年、錫鉱山の町ペラ州タイピンを訪れたイザベラ・バードによると、「中国語には5つの方言が話されており、中国人同士は互いの中国語が理解できないため、常にマレー語でコミュニケーションをとっていた」とされる。

## 主な特徴
マレーシアで話される中国語には長年にわたり現地の影響を受け、独自の変化を遂げてきた。これは、マレー語や英語の借用語の使用からも明らかとなっている。話者の教育的・文化的背景に応じて、他の中国語の語句も混ざり合っている。マレーシアの北京語もまた、マレー語ではなく、マレーシアで話されている他の中国語の変種の影響を受けて現地化されてきた。地元の中華系学校では、北京語の授業で借用語の使用は推奨されておらず、誤った発音とみなされてきた。 